# Yuxarı Cülyan
Yuxarı Cülyan è un comune dell'Azerbaigian situato nel distretto di İsmayıllı. Conta una popolazione di 187 abitanti.